# Il pretore
Il pretore è un film del 2014, diretto da Giulio Base e interpretato da Francesco Pannofino, Sarah Maestri e Mattia Zaccaro Garau.
Il soggetto è tratto dal romanzo Il pretore di Cuvio di Piero Chiara, pubblicato da Mondadori nel 1973, che divenne uno dei migliori bestseller dello scrittore luinese: nell'anno di pubblicazione vendette 130 000 copie e, nel 1976, fu inserito dall'editore di Segrate nella collana degli Oscar.

## Trama

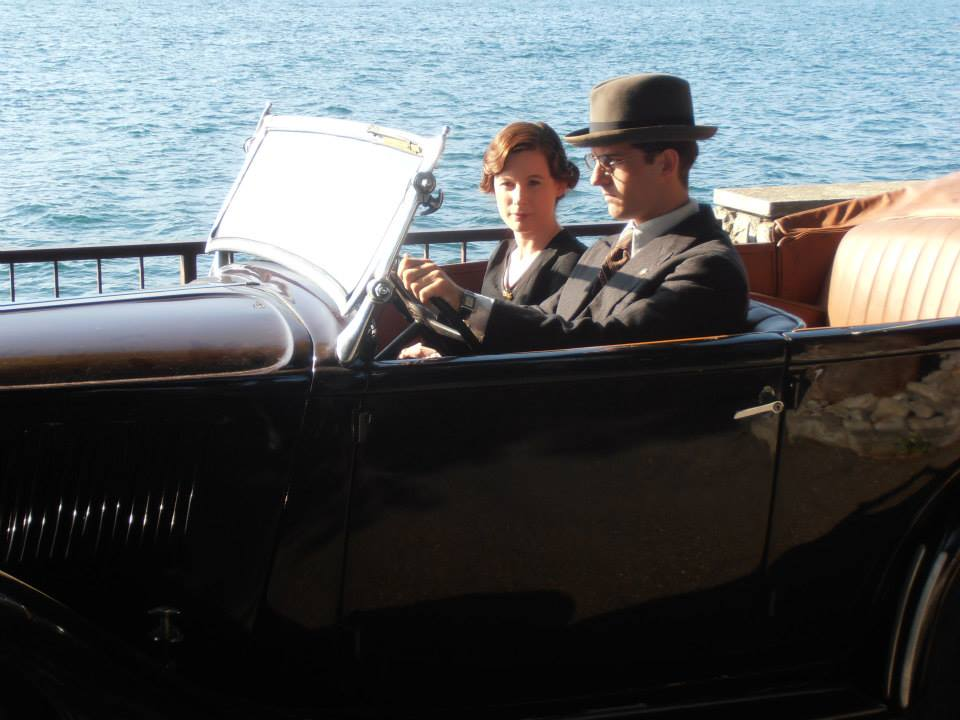
Foto di scena: Sarah Maestri e Mattia Zaccaro Garau a bordo di una Fiat Balilla sul lungolago di Luino.

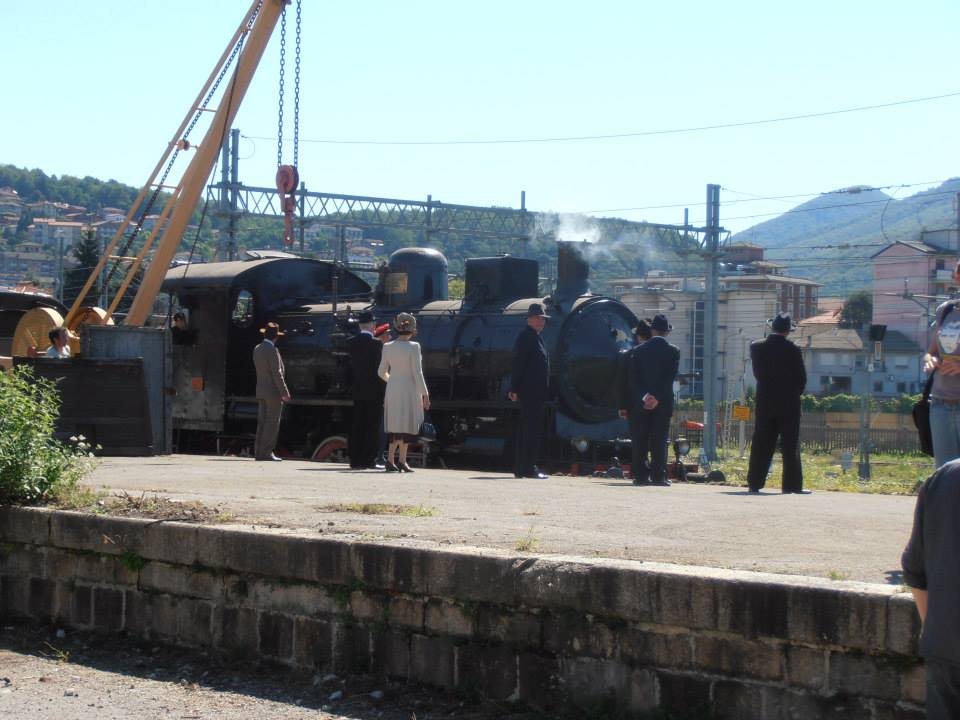
Foto di scena alla stazione di Luino.

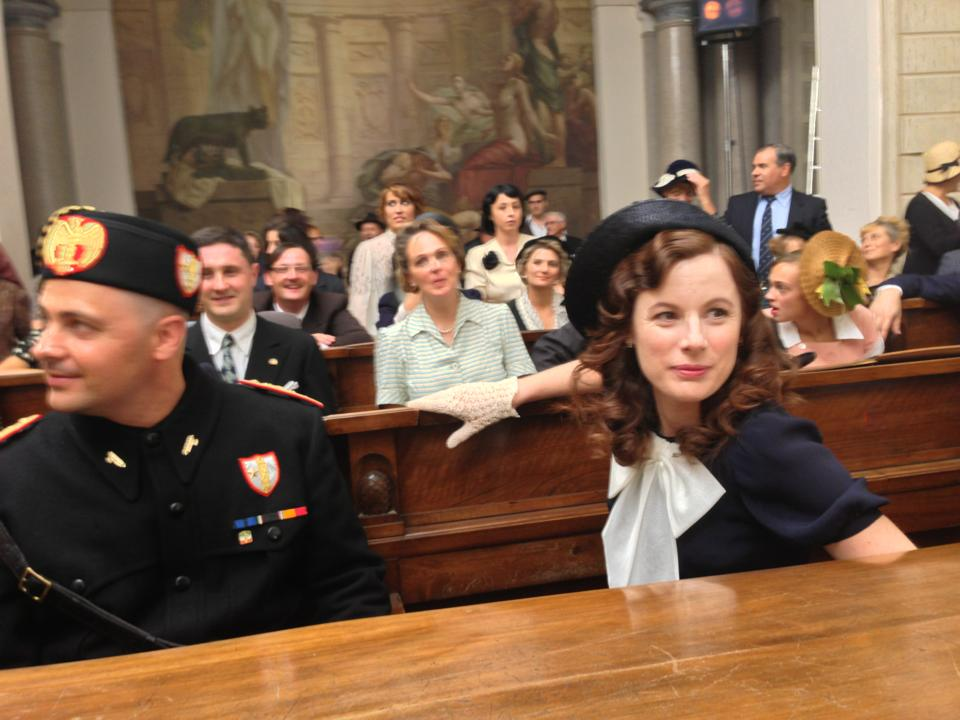
Foto di scena al tribunale di Varese.

Nella Luino del 1937, Augusto Vanghetta, pretore cittadino, è molto poco occupato nel disbrigo degli affari di pretura. Infatti, sebbene sia basso di statura e piuttosto tarchiato, l'uomo è un focoso amante e "seduttore seriale": intreccia un numero incalcolabile di tresche, con donne nubili e sposate, di ogni età e di ogni classe sociale. Il suo prestigio e il potere che gli deriva dalla sua carica è la chiave che gli apre le porte delle camere da letto di tutte le donne che desidera, alle quali in cambio concede favori. Ne fa le spese sua moglie, Evelina Andreoletti, molto più giovane di lui: complice la vita libertina del coniuge, è in pieno decadimento psicofisico, fino all'anoressia e all'abulia. Il marito se ne disinteressa, smette di condividere il letto con lei e la affida alle vane cure del medico.
Il pretore coltiva altresì la passione per la drammaturgia: è infatti impegnato nella stesura di una monumentale commedia a sfondo amoroso, nella quale intende rispecchiare fedelmente la sua esperienza di vita. Per dedicarsi senza distrazioni alla redazione della piéce, cui dà il titolo L'amore è un'equazione, ovvero Ramiro e Isidora, assume un assistente: l'avvocato milanese Mario Landriani, un giovane dall'apparenza posata e discreta, cui fa assegnare la carica di vicepretore e su cui scarica il disbrigo delle annose pratiche legate al suo ufficio. Il Vanghetta si fida talmente di lui da convincerlo a trasferirsi a casa sua: sarà un grave errore, in quanto tra Mario e la moglie Evelina inizia una relazione amorosa.
L'amore di Mario riesce in ciò che i medici non avevano mai ottenuto: Evelina rifiorisce e riguadagna salute; il Vanghetta resta ben lungi dall'immaginare ciò che accade alle sue spalle, ed anzi ricomincia a provare attrazione fisica nei suoi confronti. Mario arriva anche a progettare di fuggire con la moglie del suo datore di lavoro, ma sa che l'adulterio è un reato: conviene pertanto continuare a fare il doppio gioco.
Nel frattempo il Vanghetta, gravemente indebitato per via delle esose richieste di una sua amante, ha deciso di dimettersi da pretore ed aprire uno studio legale insieme al Landriani, assumendo la difesa di un importante ingegnere edile del posto, Pepere Lopez, accusato con alcuni colleghi di strage, per aver fatto costruire case abusive nell'alveo di un fiume. Al processo tuttavia l'ex pretore si blocca nel mezzo dell'arringa difensiva, venendo deriso dal pubblico. Sarà poi il Landriani, con un discorso di grande presa ed alcune prove falsificate a salvare la causa. Di riflesso, il giovane avvocato diventa il nuovo principe del foro della città, riverito da tutta la popolazione e dagli ex sostenitori del Vanghetta. Addirittura egli inizia a contrarre abitudini e comportamenti talmente spietati da farlo via via rassomigliare al suo datore di lavoro: è sempre preso da mille affari, passa a casa pochissimo tempo, trascura completamente Evelina, nel frattempo rimasta incinta di lui. Per contro il Vanghetta, frastornato dalla magra figura fatta al processo e dalla sorpresa della maternità illegittima di Evelina, entra in parabola discendente: perde molto del suo vigore e passa le giornate vagando per casa.
A pochi giorni dal parto Evelina, poco dopo un ennesimo diverbio con Mario - che si dimostra freddo nei suoi confronti e sempre più spesso si assenta da casa per lavoro - subisce un collasso e viene ritrovata stesa sul suo letto, priva di sensi e in un lago di sangue. La corsa in ospedale salva il bambino, ma non Evelina. In casa si allestisce una camera ardente: dinnanzi al feretro della moglie, Augusto propone con fare sprezzante a Mario di continuare tutto come se niente fosse e di prendersi entrambi cura del neonato, che "è figlio di entrambi". L'ex assistente, furioso, lo aggredisce e dà il via ad una furiosa rissa tra i due, mentre balia Rosa porta in salvo il piccolo, evitandogli conseguenze peggiori.

### Personaggi

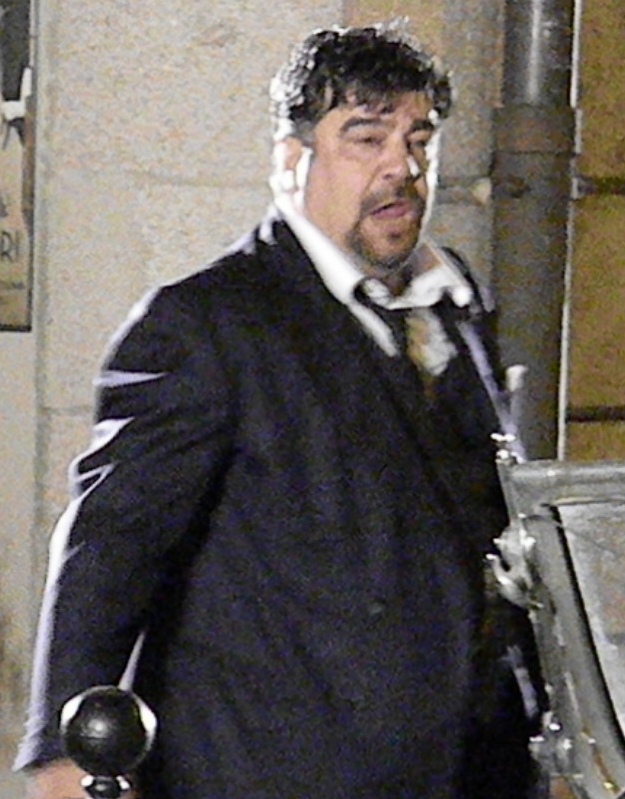
Francesco Pannofino è il pretore Augusto Vanghetta

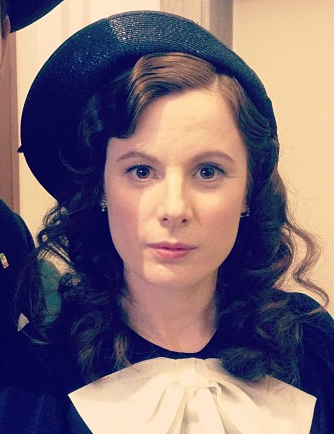
Sarah Maestri è Evelina Andreoletti

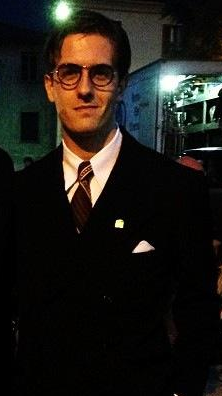
Mattia Zaccaro Garau è Mario Landriani

- Augusto Vanghetta, "il pretore", è il protagonista del film. Leguleio e pretore "per caso", dongiovanni "per professione", conduce una vita spensierata ed indirizzata su binari sicuri: col prestigio e il potere della pretura può comandare tutto e tutti, elargire favori e sedurre tutte le donne che desidera. Un processo andato male e la tresca sorta tra sua moglie e il suo assistente, che lo renderà infine padre di un figlio illegittimo, scardineranno il suo "modus vivendi".
- Evelina Andreoletti, giovane moglie del pretore, in origine era una donna bella ed attraente (nonché ricca). La sua disgrazia è aver sposato cotanto marito: la vita libertina del Vanghetta la fa deperire irrefrenabilmente fino all'anoressia, tanto che lo sposo stesso, che pure non ha mai veramente "consumato" il rapporto con lei, dopo averla affidata alle cure del medico, si rassegna a considerarla sterile e sessualmente inabile: al momento dell'inizio della storia, essi dormono già da anni in camere da letto separate. Sarà poi il fortuito incontro con il vice-pretore Mario Landriani e la storia d'amore che ne nascerà a "restituirla alla vita" e a donarle anche un figlio, che però sarà anche indirettamente la causa della sua morte.
- Mario Landriani, giovane avvocato assunto dal Vanghetta come assistente, è la "bestia da soma" su cui egli scarica tutte le incombenze pretorili. È all'apparenza una persona semplice, posata, riservata, senza alcun trastullo ed estremamente professionale. Alcune circostanze bizzarre lo spingeranno tra le braccia di Evelina, di cui diventerà l'amante e che metterà pure incinta. Col passare del tempo, inoltre, egli diventerà sempre più spigliato e si approprierà di alcune delle abitudini del pretore, dal quale erediterà la cerchia di amicizie e clientele.
- Armandina Regner de Montfleury, nata Cazzola, "la contessa". Ex moglie divorziata di un diplomatico francese, vive a Cadegliano Viconago e si mantiene passando di letto in letto con personaggi di rango, che le elargiscono laute ricompense. In pratica è l'alter ego femminile del Vanghetta. Donna dal fascino magnetico e dal temperamento focoso, cederà alle avances del pretore solo dopo che costui la renderà protagonista di una pomposa opera teatrale (qualitativamente scadente) e la pagherà lautamente in contanti e cambiali in bianco.
- Ingegner Pepere Lopez, ingegnere edile, amico del Vanghetta, cui affiderà la sua difesa allorché sarà processato per un disastro edilizio da lui provocato, salvo poi "scaricarlo" senza pietà dopo un'arringa venuta male e riversare i suoi favori sul Landriani, che con un artificio gli salverà la causa.
- Avvocato Memeo, avvocatucolo di poco conto, collega e conoscente del Vanghetta, è sposato con Tecla, donna dalle forme estremamente prorompenti, nonché una delle amanti preferite del pretore.
- Signora Chiara, moglie dell'ingegner Pepere Lopez.
- Rosa Malcotti, fedele domestica di casa Vanghetta.
- Avvocato Gervasini, è acerrimo nemico e detrattore del Vanghetta.
- Dottor Nascimbeni anziano medico esperto in "resurrezioni erettili e fertilità", cui il pretore affida la moglie nella speranza che la curi dai suoi malanni.
- Maresciallo Alfurno, ufficiale dei Carabinieri, di origini meridionali. Verrà incaricato dal Vanghetta di scoprire chi sia l'amante di Evelina, ma non verrà creduto allorché giungerà alla verità.
- Cesarina, giovane cameriera del caffè frequentato dal Vanghetta e dai suoi compari; diverrà amante dell'avvocato Landriani[1].

## Produzione

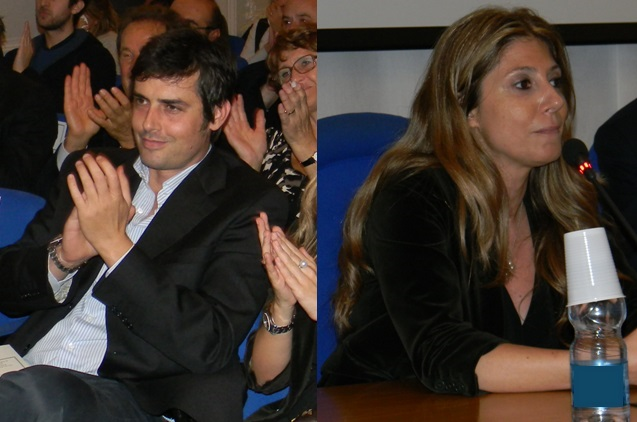
Massimiliano Leone e Valentina Di Giuseppe, titolari della Lime Film s.r.l

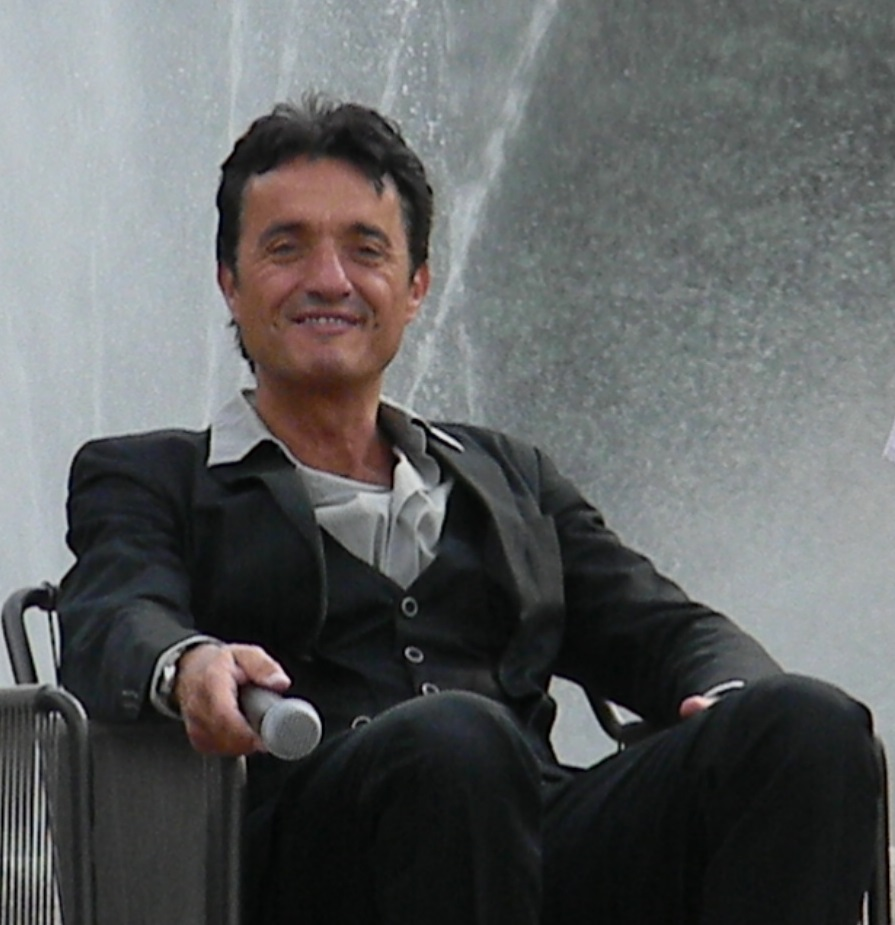
Il regista Giulio Base alla presentazione del film, a Varese il 21 luglio 2013

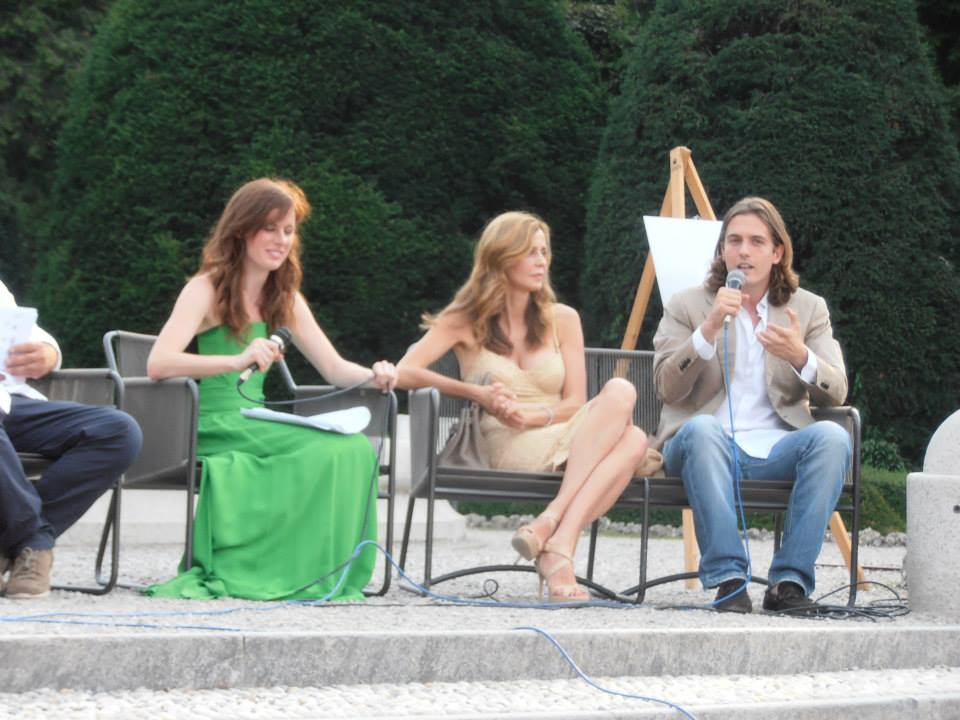
Sarah Maestri, Eliana Miglio e Mattia Zaccaro Garau nella conferenza stampa di inizio riprese, il 21 luglio 2013.

Molte opere letterarie di Piero Chiara sono state fatte oggetto di riduzione cinematografica, talora con buon successo di critica e pubblico: a titolo di esempio si possono citare La stanza del vescovo e Venga a prendere il caffè... da noi (entrambi con protagonista Ugo Tognazzi). Lo stesso autore, nel corso della sua vita, collaborò alla sceneggiatura dei film ispirati alle sue opere e in alcuni casi fece anche parte del cast con piccoli ruoli.
Anche per Il pretore di Cuvio Chiara aveva abbozzato un adattamento della trama per un'eventuale riduzione cinematografica, che però non fu mai realizzata: lo stesso scrittore luinese e il suo collaboratore Federico Roncoroni (critico letterario, pedagogo ed erede testamentario di Chiara) per tre volte, tra gli anni settanta e ottanta, rifiutarono offerte di realizzazione del film, non ritenendole all'altezza dell'opera letteraria
Dopo la morte di Chiara, nel 1986, l'interesse del mondo del cinema per Il pretore di Cuvio si spense, finché ai primi del 2011 l'attrice varesotta Sarah Maestri (che già nell'aprile 2010 aveva annunciato l'intenzione di trasporre su pellicola il romanzo) si mise in contatto con Roncoroni per proporgli nuovamente di realizzare un lungometraggio, appoggiata in questo anche da Bambi Lazzati, patron del premio letterario intitolato a Piero Chiara.
Roncoroni, superato l'iniziale scetticismo, decise di accettare; nel marzo 2011 concesse i diritti cinematografici sul romanzo all'attrice, che il 12 ottobre dello stesso anno fondò una propria casa di produzione cinematografica, la Chichinscì srl, con l'obiettivo di girare e far uscire il lungometraggio in tempo utile per il centenario della nascita di Piero Chiara, nel 2013.
La questione del reperimento dei fondi (il costo di produzione pianificato ammontava a complessivi 3 milioni di euro), degli attori e delle maestranze si rivelò tuttavia molto problematica, costringendo a rinviare sempre più a lungo termine la data d'inizio delle riprese; la stessa Maestri, verso il 2013, giunse sul punto di rinunciare al progetto. Tale eventualità fu scongiurata dall'accordo con la casa Lime Film di Roma, che si impegnò a farsi carico di produzione e produzione esecutiva. Alcuni sponsor e il Ministero dei Beni e delle Attività Culturali e del Turismo garantirono un'ulteriore quota di finanziamenti.
Già a settembre 2012 la Chichinscì, col patrocinio degli enti locali del Varesotto, aveva avviato un progetto denominato 100 anni d'autore, che si occupò di organizzare un cartellone di eventi propedeutici, allo scopo di avvicinare il pubblico all'opera cinematografica e alla figura di Piero Chiara nel centenario della sua nascita. Tale progetto (inaugurato il 23 marzo 2013) fu quindi affiancato al film stesso.
I titolari della Lime Film, Massimiliano Leone e Valentina di Giuseppe, contattarono il regista Giulio Base, che nel giro di una notte accettò l'incarico. Nei mesi successivi furono ingaggiati gli altri attori protagonisti e il cast tecnico, che furono infine presentati al pubblico il 21 luglio 2013, presso i Giardini Estensi di Varese.
L'assegnazione di taluni ruoli minori e la scelta delle comparse fu realizzata mediante una selezione popolare ad accesso libero sotto la supervisione di Sarah Maestri, in veste di direttrice artistica.

### Riprese
Le riprese, partite il 23 luglio 2013 e concluse il 5 settembre dello stesso anno, sono state in gran parte locate in provincia di Varese (principalmente nei comuni di Varese, Castelveccana e Luino). Altre scene sono state girate nel comune di Rancio Valcuvia, oltre che al teatro 2 di Cinecittà, a Roma.

## Colonna sonora
La colonna sonora è composta in parte da musiche inedite scritte da Pietro Freddi, in parte da brani tratti da opere liriche di argomento amoroso, quale ad esempio L'amour est un oiseau rebelle dalla Carmen di Georges Bizet, interpretata in scena dal mezzosoprano Adele Cossi (nei panni di una prostituta).

## Distribuzione
La distribuzione del film nelle sale cinematografiche italiane è a cura della Mediaplex Italia, mentre la Rai, in quanto co-produttrice, ha i diritti per la prima visione televisiva.

### Titolo
Una delle differenze principali del film rispetto al libro è la scomparsa dal titolo della specificazione di Cuvio. Tale scelta, suggerita dal regista Giulio Base, è stata dettata dalla decisione di trasferire l'ambientazione a Luino, oltre che dall'intento di rendere il titolo più semplice e di agevole traduzione in previsione di una distribuzione della pellicola in mercati non di lingua italiana.

### Uscita nelle sale
Il trailer del film venne pubblicato il 12 marzo 2014, mentre la data di uscita nelle sale cinematografiche italiane fu fissata per il 3 aprile seguente. La pellicola venne proiettata in anteprima nazionale il 1° e il 2 aprile a Roma e a Varese.

## Accoglienza

### Incassi
Il film può essere considerato un flop, in quanto ha incassato complessivamente 54 079 euro al botteghino italiano a fronte di un budget di 3 milioni.

### Critica
La critica italiana ha accolto il film in modo contrastante: da un lato alla regia è stato contestato l'avere conferito un taglio piuttosto televisivo alla pellicola, con un'eccessiva insistenza sugli aspetti farseschi e melodrammatici della vicenda, e con un abuso della mimica e della fisicità di Francesco Pannofino (con molte smorfie ed ammiccamenti). In altri casi i suddetti aspetti sono stati indicati come positivi; inoltre sono state espresse lodi per la bellezza di colonna sonora, fotografia ed ambientazione, oltre che per la valenza del film quale parabola amara sul fascino del potere.

## Riconoscimenti
Nel 2014 il film ha ricevuto una nomination per il Nastro d'argento ai migliori costumi ed ha vinto il Premio Kineo per la migliore sceneggiatura.

## Edizioni home video

### DVD
Il film è stato pubblicato in DVD il 23 settembre 2014 dalla CG Home Video.